# Jean-Nicolas Geoffroy
Jean-Nicolas Geoffroy (1633-11 de marzo de 1694) fue un clavecista y organista francés. Su lugar de nacimiento es desconocido; murió en Perpiñán.

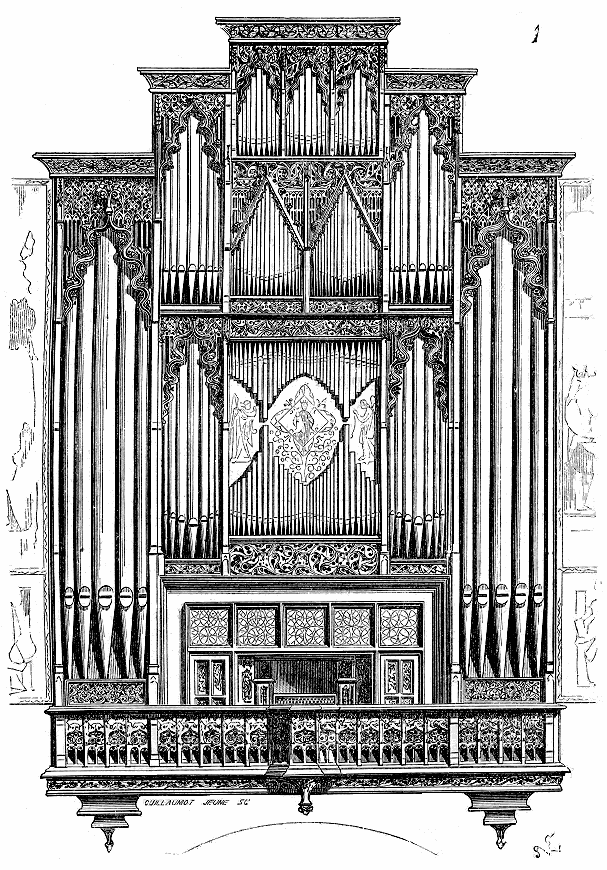
Órgano de la catedral de Saint-Jean-Baptiste, en Perpiñán

Su vida antes de 1690 es desconocida; probablemente fue alumno de Nicolas Lebègue y se desempeñó como organista titular de la iglesia Saint-Nicolas-du-Chardonnet en París. Fue considerado un experto en la construcción de órganos y en algún momento de su vida se estableció en Perpiñán, donde tocó el órgano de la Catedral de Perpiñán.
La obra del clavecín de Geoffroy es, junto con las de François Couperin y Jean-François Dandrieu, una de las contribuciones más importantes a la música francesa de la época barroca. Sobrevive una única colección de sus piezas en manuscrito. Contiene 255 piezas y es único para la música europea de finales del siglo XVII porque las piezas exploran sistemáticamente todas las claves mayores y menores.